# Tubo de Kundt
O tubo de Kundt é um equipamento para ensaios acústicos, composto de um tubo de vidro frio que contém ar e serragem fina de cortiça em seu interior. Nele produz-se ondas estacionárias de uma forma longitudinal fazendo um alto-falante vibrar em uma determinada frequência com o auxílio de um gerador de energia. As vibrações são transmitidas para o pó de serra pelo ar que está contido dentro do tubo. Observa-se que, quando ocorre ressonância, em certas regiões do tubo há acúmulo da cortiça em algumas regiões que não apresentam vibrações longitudinais; essas regiões representam os nós da onda gerada. Sabendo-se a distância média entre esses acúmulos e a frequência da onda gerada, pode-se determinar a velocidade de propagação do som no ar contido no tubo.